# Giải vô địch bóng đá nữ U-19 châu Âu 2012
Giải vô địch bóng đá nữ U-19 châu Âu 2012 diễn ra tại Thổ Nhĩ Kỳ từ ngày 2 tháng 7 đến 14 tháng 7 năm 2012.

## Vòng bảng

### Bảng A
| Đội        | Tr | T | H | B | BT | BB | HS | Đ |
| ---------- | -- | - | - | - | -- | -- | -- | - |
| Đan Mạch   | 3  | 3 | 0 | 0 | 3  | 0  | +3 | 9 |
| Bồ Đào Nha | 3  | 1 | 1 | 1 | 1  | 1  | 0  | 4 |
| Thổ Nhĩ Kỳ | 3  | 0 | 2 | 1 | 1  | 2  | −1 | 2 |
| România    | 3  | 0 | 1 | 2 | 1  | 3  | −2 | 1 |

| Đan Mạch       | 1–0      | România |
| -------------- | -------- | ------- |
| Bovbjerg 90+2' | Chi tiết |         |

| Thổ Nhĩ Kỳ | 0–0      | Bồ Đào Nha |
| ---------- | -------- | ---------- |
|            | Chi tiết |            |

| Thổ Nhĩ Kỳ | 0–1      | Đan Mạch   |
| ---------- | -------- | ---------- |
|            | Chi tiết | Fisker 50' |

| Bồ Đào Nha | 1–0      | România |
| ---------- | -------- | ------- |
| Micas 43'  | Chi tiết |         |

| România   | 1–1      | Thổ Nhĩ Kỳ            |
| --------- | -------- | --------------------- |
| Bâtea 51' | Chi tiết | Corduneanu 78' (l.n.) |

| Bồ Đào Nha | 0–1      | Đan Mạch             |
| ---------- | -------- | -------------------- |
|            | Chi tiết | Andersen 75' (ph.đ.) |

### Bảng B
| Đội         | Tr | T | H | B | BT | BB | HS | Đ |
| ----------- | -- | - | - | - | -- | -- | -- | - |
| Tây Ban Nha | 3  | 2 | 1 | 0 | 7  | 0  | +7 | 7 |
| Thụy Điển   | 3  | 2 | 1 | 0 | 6  | 1  | +5 | 7 |
| Anh         | 3  | 0 | 1 | 2 | 0  | 5  | −5 | 1 |
| Serbia      | 3  | 0 | 1 | 2 | 1  | 8  | −7 | 1 |

| Anh | 0–1      | Thụy Điển             |
| --- | -------- | --------------------- |
|     | Chi tiết | Rubensson 31' (ph.đ.) |

| Tây Ban Nha                          | 3–0      | Serbia |
| ------------------------------------ | -------- | ------ |
| Pinel 6' · Andrés 71' · Calderón 88' | Chi tiết |        |

| Tây Ban Nha                                       | 4–0      | Anh |
| ------------------------------------------------- | -------- | --- |
| Putellas 17' · Sampedro 29' · Torrecilla 45', 69' | Chi tiết |     |

| Serbia          | 1–5      | Thụy Điển                                                                |
| --------------- | -------- | ------------------------------------------------------------------------ |
| Marija Ilić 65' | Chi tiết | Rubensson 31', 62' · Hammarlund 38' · Djordjević 70' (l.n.) · Diaz 90+3' |

| Serbia | 0–0      | Anh |
| ------ | -------- | --- |
|        | Chi tiết |     |

| Thụy Điển | 0–0      | Tây Ban Nha |
| --------- | -------- | ----------- |
|           | Chi tiết |             |

## Vòng đấu loại trực tiếp
|  | Bán kết              | Bán kết     |   |  | Chung kết            | Chung kết |  |
|  |                      |             |   |  |                      |           |  |
|  | 11 tháng 7 - Antalya |             |   |  |                      |           |  |
|  | Đan Mạch             | 1           |   |  |                      |           |  |
|  | Thụy Điển            | 3           |   |  |                      |           |  |
|  |                      |             |   |  |                      |           |  |
|  |                      |             |   |  | 14 tháng 7 - Antalya |           |  |
|  |                      |             |   |  | Thụy Điển (h.p)      | 1         |  |
|  |                      | Tây Ban Nha | 0 |  |                      |           |  |
|  |                      |             |   |  |                      |           |  |
|  |                      |             |   |  |                      |           |  |
|  |                      |             |   |  |                      |           |  |
|  | 11 tháng 7 - Antalya |             |   |  |                      |           |  |
|  | Tây Ban Nha          | 1           |   |  |                      |           |  |
|  | Bồ Đào Nha           | 0           |   |  |                      |           |  |

### Bán kết
| Đan Mạch        | 1–3      | Thụy Điển                               |
| --------------- | -------- | --------------------------------------- |
| K S Nielsen 61' | Chi tiết | Rubensson 6', 23' · Pedersen 90' (l.n.) |

| Tây Ban Nha | 1–0      | Bồ Đào Nha |
| ----------- | -------- | ---------- |
| Pinel 87'   | Chi tiết |            |

### Chung kết
| Thụy Điển | 1–0 (s.h.p.) | Tây Ban Nha |
| --------- | ------------ | ----------- |
| Diaz 108' | Chi tiết     |             |

| Vô địch U-19 nữ châu Âu 2012 |
| ---------------------------- |
| · Thụy Điển · Lần thứ hai    |